# São Caetano do Sul
São Caetano do Sul, amtlich portugiesisch Município de São Caetano do Sul, ist eine Großstadt im brasilianischen Bundesstaat São Paulo. Sie hatte zum 1. Juli 2020 geschätzt 161.957 Einwohner. Die kleine Fläche der politischen Gemeinde beträgt rund 15,3 km² mit einer Bevölkerungsdichte von 9736 Einwohnern pro km², die Sul-Caetanenser (sul-caetanenses) genannt werden.
São Caetano do Sul gilt als wohlhabend und hochentwickelt und gehört zur ABC Paulista, der Industrieregion im Vorstadtgürtel um São Paulo herum, etwa 13 km entfernt, und liegt somit innerhalb der Metropolregion São Paulo.

## Geschichte
Die Gemeinde wurde 1948 durch Landesgesetz gegründet.

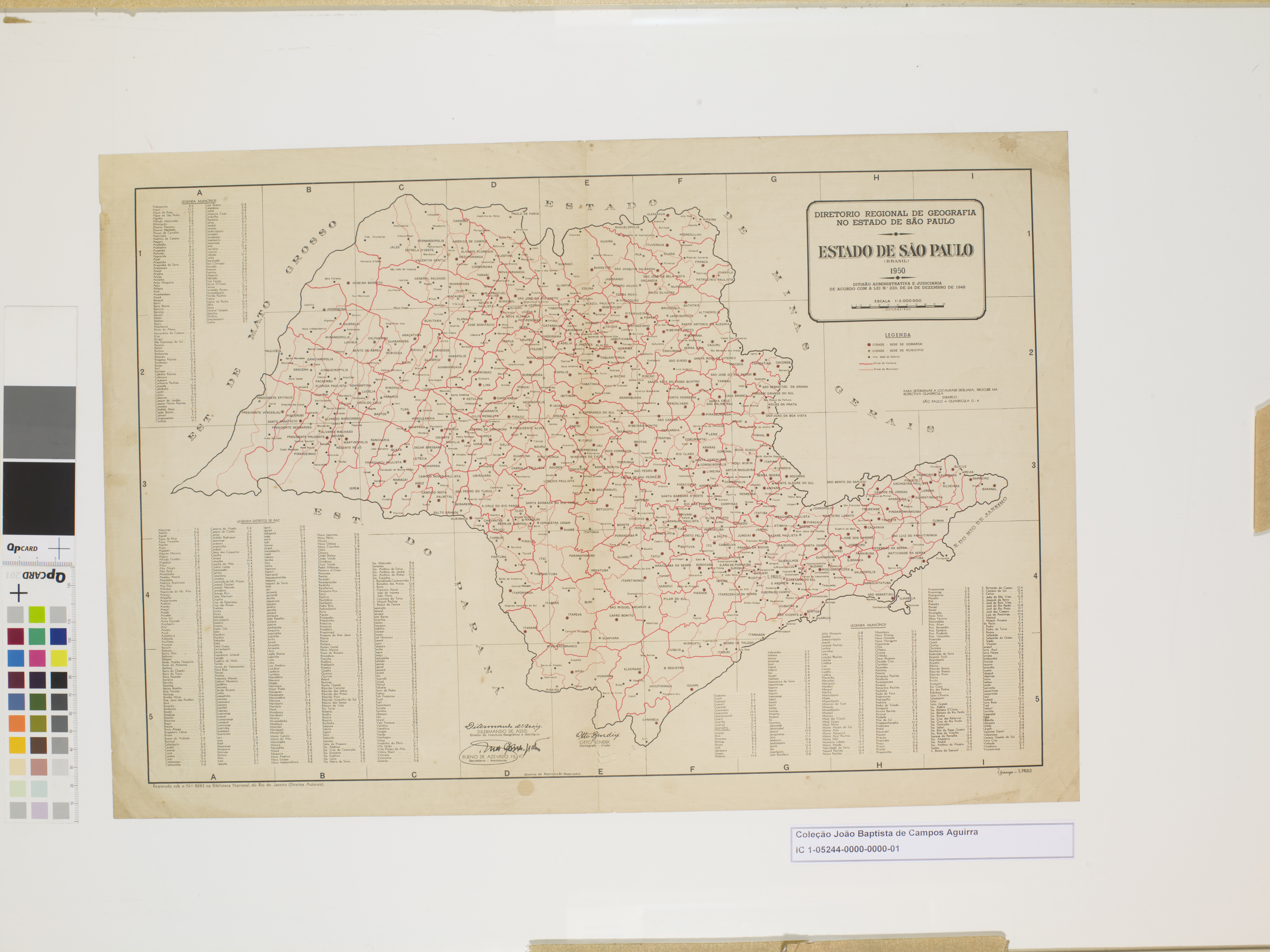
Karte des Bundesstaates São Paulo (1948).

## Söhne und Töchter der Stadt
- Cássia Kis Magro (* 1958), Schauspielerin
- Adauto Domingues (* 1961), olympischer Leichtathlet
- Felipe Ramos  (* 1983), Pokerspieler
- Carlos Bernardes (* 1976), Tennisschiedsrichter
- Marcos Roberto da Silva Barbosa (* 1982), Fußballspieler
- Michael Anderson Pereira da Silva (* 1983), Fußballspieler
- Bruno Octávio Jovanelli (* 1985), Fußballspieler
- Cláudia Bueno da Silva (* 1987), Volleyballspielerin
- Rafael Ramazotti de Quadros (* 1988), brasilianisch-italienischer Fußballspieler
- Célio Guilherme da Silva Santos (* 1988), Fußballspieler
- Mário Fernandes (* 1990), brasilianisch-russischer Fußballspieler
- Arthur Zanetti (* 1990), Geräteturner, Olympiasieger 2012
- Luan Peres (* 1994), Fußballspieler
- Juliana Campos (* 1996), Stabhochspringerin